# 納布勒省
納布勒省（阿拉伯语：‎）是突尼西亞東北部的一個省，位於突尼斯灣和哈馬馬特灣之間的加彭半島上。面積2,788平方公里，2004年人口693,890人。首府納布勒。下分十六縣。